# Eerste divisie 1976/77 (nacompetitie)/Wedstrijden
Het Nederlandse Eerste divisie voetbal uit het seizoen 1976/77 kende aan het einde van de reguliere competitie een nacompetitie. De vier periodekampioenen streden om promotie naar de Eredivisie.
Winnaar van deze vijfde editie werd Volendam.

## Speelronde 1
|                   |                                       |       |     |                                                                              |
| 26 mei 1977 19:30 | PEC Zwolle                            | 2 – 0 | MVV | Stadion: Oosterenk, Zwolle Toeschouwers: 6.000 Scheidsrechter: Siem Wellinga |
| 26 mei 1977 19:30 | Koko Hoekstra 43' Ronald Hendriks 76' |       |     | Stadion: Oosterenk, Zwolle Toeschouwers: 6.000 Scheidsrechter: Siem Wellinga |
| 26 mei 1977 19:30 |                                       |       |     | Stadion: Oosterenk, Zwolle Toeschouwers: 6.000 Scheidsrechter: Siem Wellinga |
| 26 mei 1977 19:30 |                                       |       |     | Stadion: Oosterenk, Zwolle Toeschouwers: 6.000 Scheidsrechter: Siem Wellinga |
|                   |                                       |       |     |                                                                              |

|                   |                                |       |             |                                                                                 |
| 26 mei 1977 19:30 | Volendam                       | 2 – 1 | Excelsior   | Stadion: Sportlaan, Volendam Toeschouwers: 6.000 Scheidsrechter: Charles Corver |
| 26 mei 1977 19:30 | Pier Tol 37' Cor Zonneveld 80' |       | 47' Cor Pot | Stadion: Sportlaan, Volendam Toeschouwers: 6.000 Scheidsrechter: Charles Corver |
| 26 mei 1977 19:30 |                                |       |             | Stadion: Sportlaan, Volendam Toeschouwers: 6.000 Scheidsrechter: Charles Corver |
| 26 mei 1977 19:30 |                                |       |             | Stadion: Sportlaan, Volendam Toeschouwers: 6.000 Scheidsrechter: Charles Corver |
|                   |                                |       |             |                                                                                 |

## Speelronde 2
|                   |             |       |                                        |                                                                                    |
| 30 mei 1977 19:30 | Excelsior   | 1 – 2 | PEC Zwolle                             | Stadion: Woudestein, Rotterdam Toeschouwers: 7.000 Scheidsrechter: Henk van Dijken |
| 30 mei 1977 19:30 | Cor Pot 62' |       | 43' Yuri Banhoffer 83' Bjarne Petersen | Stadion: Woudestein, Rotterdam Toeschouwers: 7.000 Scheidsrechter: Henk van Dijken |
| 30 mei 1977 19:30 |             |       |                                        | Stadion: Woudestein, Rotterdam Toeschouwers: 7.000 Scheidsrechter: Henk van Dijken |
| 30 mei 1977 19:30 |             |       |                                        | Stadion: Woudestein, Rotterdam Toeschouwers: 7.000 Scheidsrechter: Henk van Dijken |
|                   |             |       |                                        |                                                                                    |

|                   |                                                          |       |                              |                                                                                    |
| 30 mei 1977 19:30 | MVV                                                      | 3 – 2 | Volendam                     | Stadion: De Geusselt, Maastricht Toeschouwers: 8.000 Scheidsrechter: Egbert Mulder |
| 30 mei 1977 19:30 | Leo Kerstges 11' Chris Dekker 18' Jo Bonfrère 55' (pen.) |       | 57' Kees Guijt 80' Sem Wokke | Stadion: De Geusselt, Maastricht Toeschouwers: 8.000 Scheidsrechter: Egbert Mulder |
| 30 mei 1977 19:30 |                                                          |       |                              | Stadion: De Geusselt, Maastricht Toeschouwers: 8.000 Scheidsrechter: Egbert Mulder |
| 30 mei 1977 19:30 |                                                          |       |                              | Stadion: De Geusselt, Maastricht Toeschouwers: 8.000 Scheidsrechter: Egbert Mulder |
|                   |                                                          |       |                              |                                                                                    |

## Speelronde 3
|                   |           |                    |     |                                                                                      |
| 2 juni 1977 19:30 | Excelsior | 0 – 1              | MVV | Stadion: Woudestein, Rotterdam Toeschouwers: 3.000 Scheidsrechter: Gerrit Berrevoets |
| 2 juni 1977 19:30 |           | 21' Johan Dijkstra |     | Stadion: Woudestein, Rotterdam Toeschouwers: 3.000 Scheidsrechter: Gerrit Berrevoets |
| 2 juni 1977 19:30 |           |                    |     | Stadion: Woudestein, Rotterdam Toeschouwers: 3.000 Scheidsrechter: Gerrit Berrevoets |
| 2 juni 1977 19:30 |           |                    |     | Stadion: Woudestein, Rotterdam Toeschouwers: 3.000 Scheidsrechter: Gerrit Berrevoets |
|                   |           |                    |     |                                                                                      |

|                   |                                         |       |                                      |                                                                                     |
| 2 juni 1977 19:30 | Volendam                                | 2 – 2 | PEC Zwolle                           | Stadion: Sportlaan, Volendam Toeschouwers: 9.500 Scheidsrechter: Henk van Ettekoven |
| 2 juni 1977 19:30 | Klaas Drost 9' (e.d.) Cor Zonneveld 59' |       | 38' Ben Hendriks 80' Bjarne Petersen | Stadion: Sportlaan, Volendam Toeschouwers: 9.500 Scheidsrechter: Henk van Ettekoven |
| 2 juni 1977 19:30 |                                         |       |                                      | Stadion: Sportlaan, Volendam Toeschouwers: 9.500 Scheidsrechter: Henk van Ettekoven |
| 2 juni 1977 19:30 |                                         |       |                                      | Stadion: Sportlaan, Volendam Toeschouwers: 9.500 Scheidsrechter: Henk van Ettekoven |
|                   |                                         |       |                                      |                                                                                     |

## Speelronde 4
|                   |     |       |           |                                                                                    |
| 5 juni 1977 19:30 | MVV | 0 – 0 | Excelsior | Stadion: De Geusselt, Maastricht Toeschouwers: 9.000 Scheidsrechter: Siem Wellinga |
| 5 juni 1977 19:30 |     |       |           | Stadion: De Geusselt, Maastricht Toeschouwers: 9.000 Scheidsrechter: Siem Wellinga |
| 5 juni 1977 19:30 |     |       |           | Stadion: De Geusselt, Maastricht Toeschouwers: 9.000 Scheidsrechter: Siem Wellinga |
| 5 juni 1977 19:30 |     |       |           | Stadion: De Geusselt, Maastricht Toeschouwers: 9.000 Scheidsrechter: Siem Wellinga |
|                   |     |       |           |                                                                                    |

|                   |                   |       |              |                                                                               |
| 5 juni 1977 19:30 | PEC Zwolle        | 1 – 1 | Volendam     | Stadion: Oosterenk, Zwolle Toeschouwers: 8.000 Scheidsrechter: Charles Corver |
| 5 juni 1977 19:30 | Koko Hoekstra 42' |       | 62' Jan Bond | Stadion: Oosterenk, Zwolle Toeschouwers: 8.000 Scheidsrechter: Charles Corver |
| 5 juni 1977 19:30 |                   |       |              | Stadion: Oosterenk, Zwolle Toeschouwers: 8.000 Scheidsrechter: Charles Corver |
| 5 juni 1977 19:30 |                   |       |              | Stadion: Oosterenk, Zwolle Toeschouwers: 8.000 Scheidsrechter: Charles Corver |
|                   |                   |       |              |                                                                               |

## Speelronde 5
|                   |                  |       |                   |                                                                             |
| 8 juni 1977 19:30 | PEC Zwolle       | 1 – 1 | Excelsior         | Stadion: Oosterenk, Zwolle Toeschouwers: 11.000 Scheidsrechter: Frans Derks |
| 8 juni 1977 19:30 | Ben Hendriks 76' |       | 3' Koos Waslander | Stadion: Oosterenk, Zwolle Toeschouwers: 11.000 Scheidsrechter: Frans Derks |
| 8 juni 1977 19:30 |                  |       |                   | Stadion: Oosterenk, Zwolle Toeschouwers: 11.000 Scheidsrechter: Frans Derks |
| 8 juni 1977 19:30 |                  |       |                   | Stadion: Oosterenk, Zwolle Toeschouwers: 11.000 Scheidsrechter: Frans Derks |
|                   |                  |       |                   |                                                                             |

|                   |                      |       |     |                                                                                |
| 8 juni 1977 19:30 | Volendam             | 1 – 0 | MVV | Stadion: Sportlaan, Volendam Toeschouwers: 9.000 Scheidsrechter: Cees de Bruin |
| 8 juni 1977 19:30 | Jo Quaden 50' (e.d.) |       |     | Stadion: Sportlaan, Volendam Toeschouwers: 9.000 Scheidsrechter: Cees de Bruin |
| 8 juni 1977 19:30 |                      |       |     | Stadion: Sportlaan, Volendam Toeschouwers: 9.000 Scheidsrechter: Cees de Bruin |
| 8 juni 1977 19:30 |                      |       |     | Stadion: Sportlaan, Volendam Toeschouwers: 9.000 Scheidsrechter: Cees de Bruin |
|                   |                      |       |     |                                                                                |

## Speelronde 6
|                    |           |                                                                   |          |                                                                                 |
| 12 juni 1977 19:30 | Excelsior | 0 – 4                                                             | Volendam | Stadion: Woudestein, Rotterdam Toeschouwers: 8.000 Scheidsrechter: Henk Weerink |
| 12 juni 1977 19:30 |           | 15' (pen.) Dick Bond 37' John van Wensveen 48', 70' Cor Zonneveld |          | Stadion: Woudestein, Rotterdam Toeschouwers: 8.000 Scheidsrechter: Henk Weerink |
| 12 juni 1977 19:30 |           |                                                                   |          | Stadion: Woudestein, Rotterdam Toeschouwers: 8.000 Scheidsrechter: Henk Weerink |
| 12 juni 1977 19:30 |           |                                                                   |          | Stadion: Woudestein, Rotterdam Toeschouwers: 8.000 Scheidsrechter: Henk Weerink |
|                    |           |                                                                   |          |                                                                                 |

|                    |                        |       |                 |                                                                                   |
| 12 juni 1977 19:30 | MVV                    | 1 – 1 | PEC Zwolle      | Stadion: De Geusselt, Maastricht Toeschouwers: 17.000 Scheidsrechter: Frans Derks |
| 12 juni 1977 19:30 | Jo Bonfrère 30' (pen.) |       | 88' Klaas Drost | Stadion: De Geusselt, Maastricht Toeschouwers: 17.000 Scheidsrechter: Frans Derks |
| 12 juni 1977 19:30 |                        |       |                 | Stadion: De Geusselt, Maastricht Toeschouwers: 17.000 Scheidsrechter: Frans Derks |
| 12 juni 1977 19:30 |                        |       |                 | Stadion: De Geusselt, Maastricht Toeschouwers: 17.000 Scheidsrechter: Frans Derks |
|                    |                        |       |                 |                                                                                   |

## Voetnoten
SC Amersfoort ·
FC Den Bosch '67 ·
SC Cambuur ·
FC Dordrecht ·
Excelsior ·
Fortuna SC ·
FC Groningen ·
Heerenveen ·
Helmond Sport ·
Heracles '74 ·
MVV ·
PEC Zwolle ·
SVV ·
SC Veendam ·
Vitesse ·
FC Vlaardingen '74 ·
Volendam ·
Wageningen ·
Willem II
Eredivisie

1960 · 1975 · 1987 · 1988
Eerste divisie

1973 · 1974 · 1975 · 1976 · 1977 · 1978 · 1979 · 1980 · 1981 · 1982 · 1983 · 1984 · 1985 · 1986 · 1987 · 1988 · 1989 · 1990 · 1991 · 1992 · 1993 · 1994 · 1995 · 1996 · 1997 · 1998 · 1999 · 2000 · 2001 · 2002 · 2003 · 2004 · 2005

Vanaf 2006 staan alle competities op 1 pagina.

2006 · 2007 · 2008 · 2009 · 2010 · 2011 · 2012 · 2013 · 2014 · 2015 · 2016 · 2017 · 2018 · 2019 · 2020 · 2021 · 2022 · 2023 · 2024